# Alto Alegre do Maranhão
Alto Alegre do Maranhão là một đô thị thuộc bang Maranhão, Brasil. Đô thị này có diện tích 420,874 km², dân số năm 2007 là 22347 người, mật độ 53,1 người/km².